# Gladiolus pritzelii
Gladiolus pritzelii är en irisväxtart som beskrevs av Friedrich Ludwig Diels. Gladiolus pritzelii ingår i släktet sabelliljor, och familjen irisväxter. Inga underarter finns listade i Catalogue of Life.